# Статіонсбюрт
Статіонсбюрт (нід. Stationsbuurt) — селище в нідерландській провінції Зеландія. Входить до муніципалітету Реймерсвал.

## Історія
Селище названо на честь залізничної станції Рілланд-Бат і побудоване поруч із нею. Саме будівництво цієї станції стало причиною його виникнення. Після відкриття станції в 1872 році околиці станції приваблювали багатьох мандрівників, а отже, і багато торгівлі. На початку 2008 року в районі станції проживало близько 100 мешканців.
Його площа становить 0,25 км², а населення станом на 2021 рік складало 170 осіб.